# Bucciali TAV 12
La Bucciali TAV 12 (appelée également 8-32 ou Type 7) est une automobile de luxe lancée en décembre 1931 par le constructeur français Bucciali, dont elle constitue le dernier modèle. Ses particularités et son histoire, qui n’a pas été entièrement clarifiée, en font une automobile qualifiée de « légendaire ». Parmi ces particularités, l’une est sa transmission à traction avant, inhabituelle pour l’époque, et des carrosseries sensationnelles, dont une version connue sous le nom de « Flèche d’or ». Cet exemplaire unique est démonté avant le déclenchement de la Seconde Guerre mondiale, avant d’être reconstitué par un collectionneur 40 ans plus tard. Depuis le début des années 1990, la TAV 12 reconstruite est régulièrement présentée lors d’expositions automobiles.

## Contexte
Les frères Angelo (dit « Buc » ; 1889–1981) et Paul-Albert (1887–1946) Bucciali, issus d'une famille corse, sont nés à Boulogne-sur-Mer. Après leurs études, ils s’installent comme facteurs de piano et d’orgues dans leur ville natale. Après la Première Guerre mondiale, en 1922, ils fondent à Courbevoie une nouvelle petite entreprise, la Société Bucciali Frères, qui produit quelques voitures de sport de conception traditionnelle. Les véhicules produits, d’abord vendus sous la marque Buc, sont souvent uniques ; certains modèles comme la Buc AB 4-5 sont produits en petite série, jusqu'à 100 exemplaires. Quelques Buc prennent part à des courses automobiles en France. La production de véhicules est faible ; elle atteint, selon les sources, un total de 120, 150 ou 200 exemplaires en 1926. Cela ne suffisant pas pour rendre l’entreprise économiquement viable, les frères Bucciali décident d’abandonner la construction d’automobiles conventionnelles fin 1925.
En 1926, la Société Bucciali Frères se transforme en bureau d'études automobile. Les frères Bucciali s’intéressent principalement à la méthode de transmission à traction avant, un concept technologique novateur mis en valeur en 1926 par la victoire inattendue de la Miller 122 de l’ingénieur américain Harry Miller lors des 500 miles d'Indianapolis. Les frères Bucciali s’inspirent alors des travaux d’autres ingénieurs. Dans leur première voiture à traction avant, la Bucciali TAV 1, on peut ainsi reconnaître les concepts développés par le brésilien Dimitri Sensaud de Lavaud,. Leurs études ultérieures présentent des similitudes avec les solutions employées sur la Cord L-29 de 1929, première voiture de série à traction avant.
À compter de 1926, la société, dont les produits portent désormais le seul nom de Bucciali, présente un nouveau véhicule lors du Salon de l’automobile de Paris, celui-ci étant habituellement une évolution du modèle de l’année précédente. Si parfois seul le châssis est exposé, la plupart du temps, les véhicules sont munis d’une carrosserie unique, dessinée par Angelo Bucciali et se signalant par des proportions hors-normes, avec une longueur inhabituelle et une hauteur extrêmement faible. Ce type de dessin devient une marque de fabrique de Bucciali. Les moteurs proviennent d’autres fabricants, comme SCAP, Continental ou Lycoming ; sauf en 1930 où est présenté un projet de moteur à 16 cylindres destiné à la Bucciali Double Huit, qui ne sera jamais réalisé. Ainsi, la plupart des modèles Bucciali restent uniques ; seule la Bucciali TAV 30 est produite à trois ou quatre exemplaires. Le dernier modèle produit sera la TAV 12, en 1931, qui connaîtra deux carrosseries successives.
Si les frères Bucciali annoncent régulièrement vouloir produire en série leurs modèles à traction avant, le sérieux de cette intention est mis en doute dans la littérature, compte tenu de leur volume de production extrêmement faible. La plupart des auteurs supposent qu’ils cherchaient plutôt à vendre leurs brevets aux grands fabricants qui s’y intéressaient ; le dessin sensationnel mais peu pratique des carrosseries Bucciali peut se comprendre dans ce contexte,. En réalité, Bucciali ne vendra de licences de ses brevets qu’à la société américaine Peerless, qui cessera ses activités en 1931 et se transformera en brasserie avant de pouvoir les exploiter.

## Désignation
Comme souvent avec Bucciali, la désignation exacte du véhicule n’est pas clairement établie, et plusieurs noms seront utilisés au fil des ans. Lors de sa sortie d’usine, la voiture est désignée Bucciali 8-32, le premier chiffre indiquant le nombre de cylindres initialement prévu, et les deux suivant désignant l'année 1932, prévue pour sa commercialisation. Cependant, cet intitulé devient obsolète lorsque l’acheteur choisit qu’y soit installé un moteur V12. Les historiens de l'automobile utilisent par la suite la désignation TAV 12, où TAV signifie Traction AVant, le 12 désignant, selon les sources, la puissance fiscale ou le nombre de cylindres. On trouve également le nom de Type 7, car il s’agit du septième modèle à traction avant produit par Bucciali.

## Histoire du modèle

### Une conception marquée par les changements d’avis du client

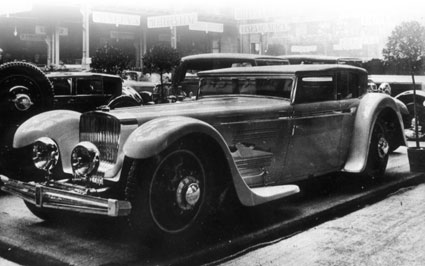
La Bucciali TAV 16 Double Huit au salon de 1930.

Si TAV 12 est la dernière des sept voitures à traction avant produite par les frères Bucciali, il s’agit également du seul modèle de la marque à n’être pas d’abord construit pour être exposé, mais pour le compte d'un client. Celui-ci est un certain Georges Roure, homme d’affaires ayant remarqué la Bucciali Double Huit à 16 cylindres lors du salon de l’automobile de Paris de 1930. Le véhicule connaîtra de nombreuses évolutions au cours de sa réalisation. La commande porte, à l’origine, sur une réplique du cabriolet à moteur V16 présenté en 1930. Or, les frères Bucciali se trouvent dans l’incapacité de fournir ce V16, qui n’existe tout simplement pas : celui exposé en 1930 n'était qu'une maquette non fonctionnelle,. Georges Roure demande alors d’abord son remplacement par un 8 cylindres américain Continental, avant de changer d’avis et de faire installer un moteur à 12 cylindres en V du constructeur Avions Voisin.
La première version de la TAV 12, apparue à l'automne 1931, est un cabriolet à deux portes. Contrairement aux modèles précédents de Bucciali, il est prêt à prendre la route, et Paul-Albert Bucciali effectue à son bord une tournée publicitaire en novembre 1931. Il conduit ensuite la voiture à Nice, où elle est présentée lors d’une exposition où elle reçoit un prix d'honneur pour ses avancées technologiques. Malgré cela, le client se détourne du cabriolet, dont il n’apprécie pas les lignes.

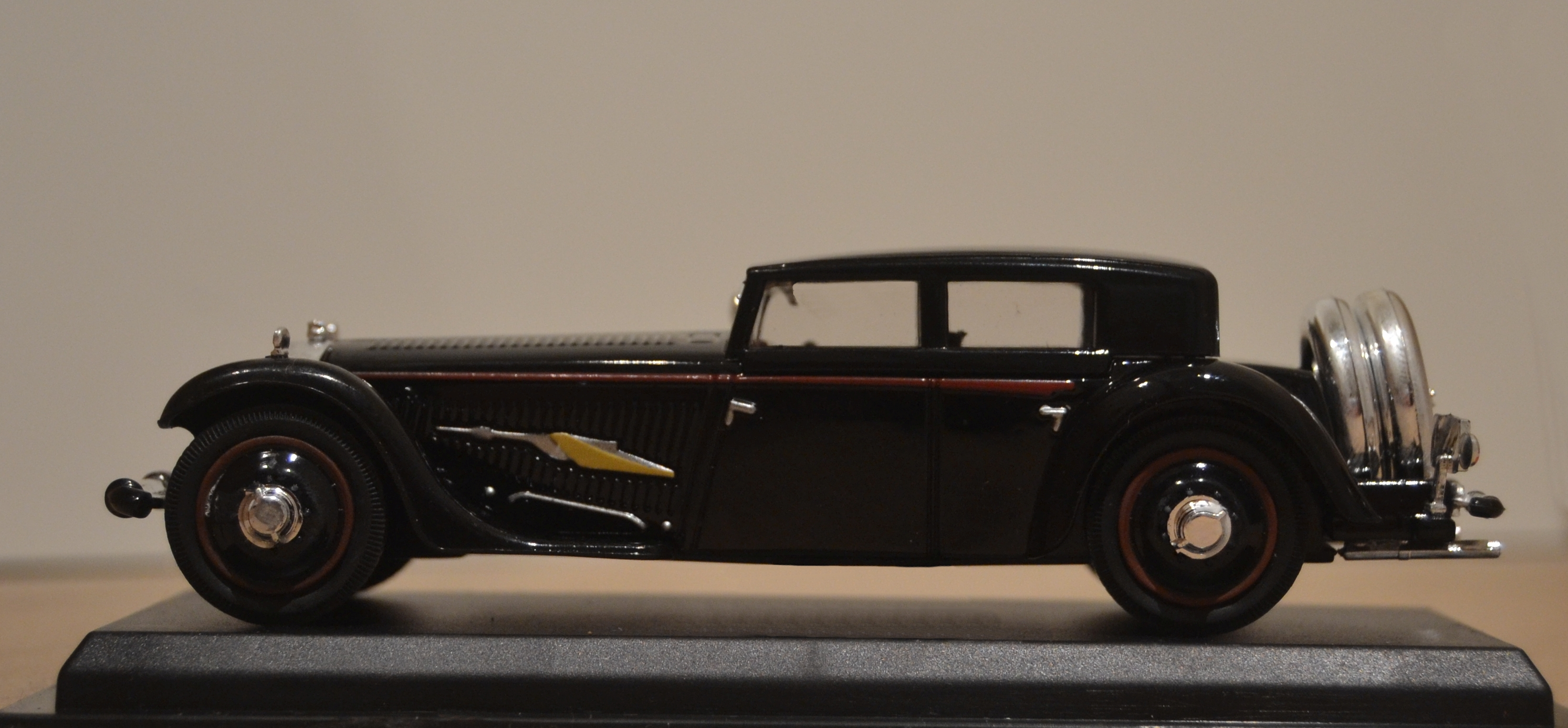
Long capot et grandes roues caractérisent la Flèche d'or (modèle réduit)

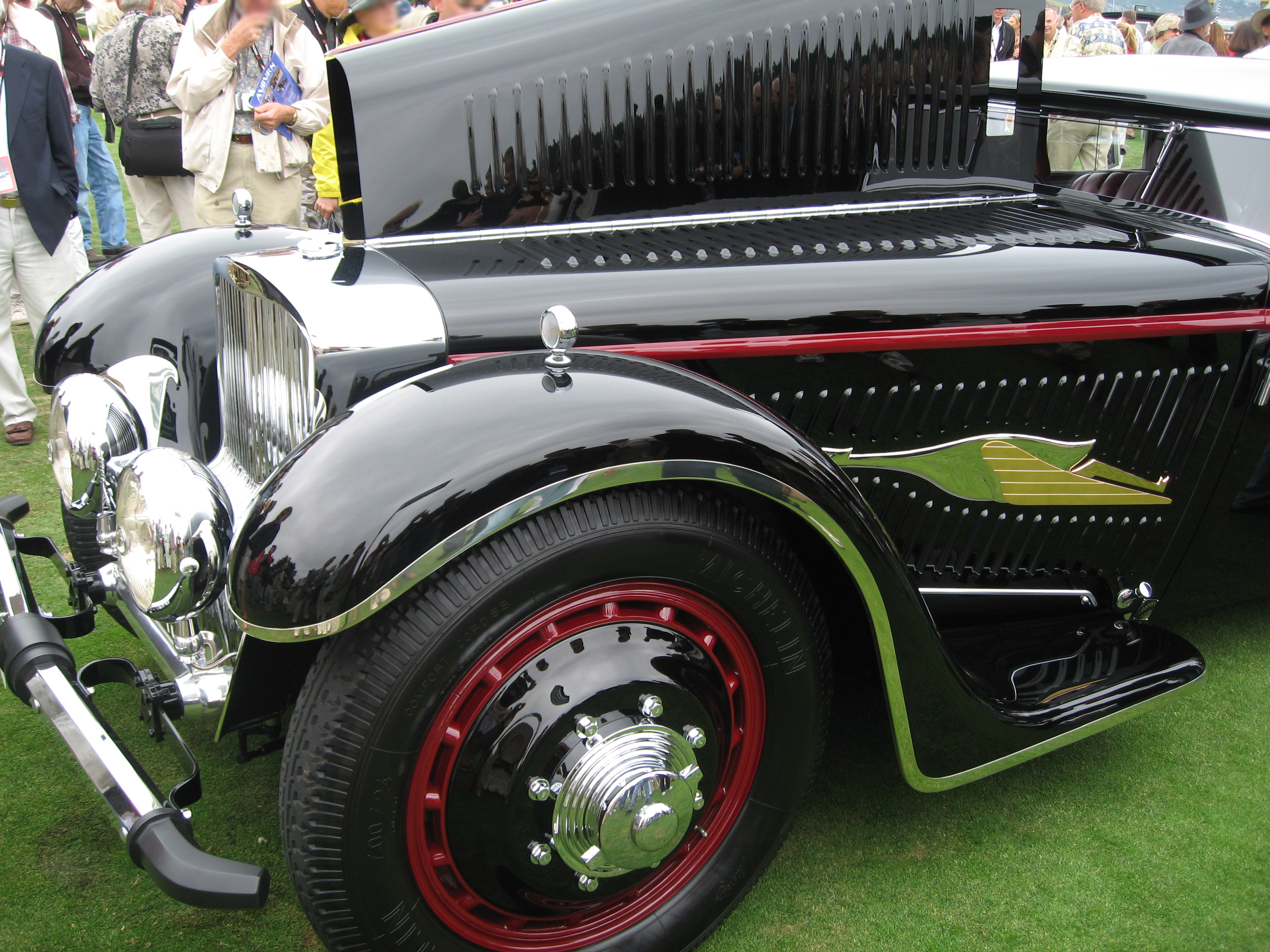
L’avant de la TAV 12.

Dans les premiers mois de 1932, Bucciali redessine alors la voiture sous la forme d’une berline à quatre portes, qui reçoit le nom de « flèche d'or ». La construction de celle-ci s’achève en avril 1932, le mois même où Georges Roure en prend livraison. Bucciali lui facture le châssis au prix de 130 000 francs, la carrosserie coûte quant à elle 85 600 F. Peu après, Georges Roure revend la voiture à un banquier parisien.
En octobre 1932, la Flèche d'or est présentée au Salon de l'Automobile de Paris, ce qui constitue la dernière apparition de la marque à cet évènement. La TAV 12 s’y trouve accompagnée d’un cabriolet TAV 30 muni d’un huit cylindres en ligne Lycoming, dont les lignes basses et élancées rappellent celles de la berline.

### Un exemplaire unique?
La Flèche d'or est probablement restée une pièce unique ; en tout cas, on ne connaît aujourd’hui qu'un seul véhicule de ce type. Pour une unique source, deux voitures similaires à moteur Voisin ont été construites en 1932 ; toutefois, cette information n’est pas prouvée. En revanche, il est établi qu'à l’été ou l’automne 1932, un châssis TAV 30 produit deux ans auparavant, et carrossé à l’origine en roadster, a reçu, sur demande d’un client, une nouvelle carrosserie rappelant celle de la Flèche d’or, mais équipée d'un huit cylindres Lycoming. Enfin, il est également établi qu’à l’automne 1932, les frères Bucciali commencent à travailler sur une autre berline destinée à être présentée au salon de 1933, sans que ce projet ne se concrétise du fait de la cessation des activités de Bucciali pour raisons financièers au début 1933.

### Démontage et reconstruction

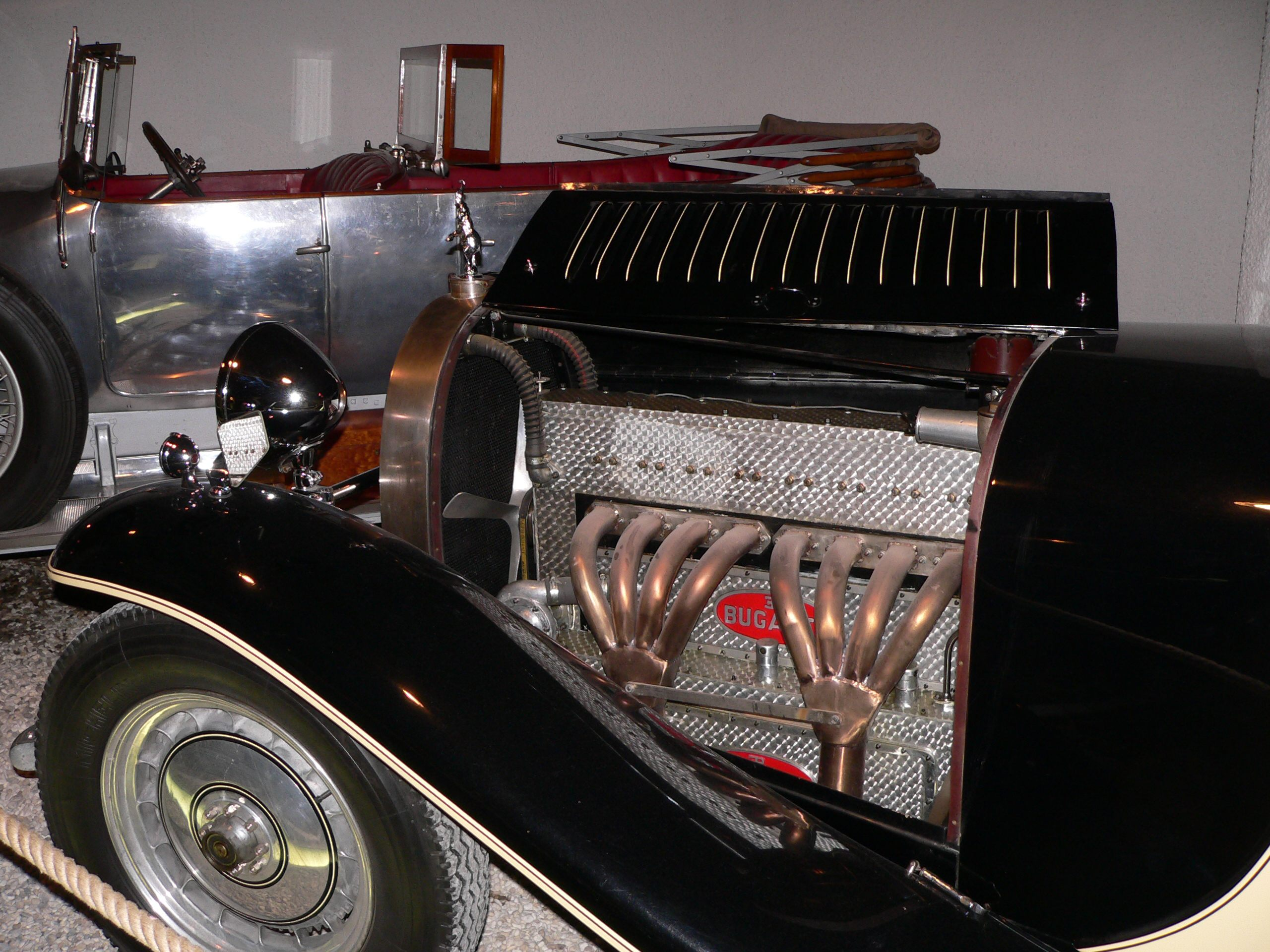
Moteur de Bugatti Type 46.

Dans les années 1930, la TAV 12 est régulièrement utilisée par son propriétaire. Vers la fin de la décennie, celui-ci fait déposer la carrosserie, et la faire remonter sur un châssis de Bugatti Type 46. Connue sous le nom de « petite Royale », la Bugatti Type 46, produite de 1929 à 1936, est la plus longue Bugatti après la célèbre Type 41 du constructeur de Molsheim, sur laquelle elle est basée. Néanmoins, l’empattement de la Bugatti se trouve être plus court de 50 cm que celui de la TAV 12, de sorte qu’il s’est avéré nécessaire de raccourcir considérablement le capot. Cette Bugatti carrossée en Flèche d’or sera transférée aux États-Unis après-guerre, tandis que le châssis Bucciali restait en France, au point d’être considéré comme perdu pendant plusieurs années. Après sa redécouverte, il sera racheté par un collectionneur français.
En 1976, la carrosserie et le châssis de la Bucciali TAV 12 sont rachetés par un collectionneur américain, qui décide de la reconstruction de la Flèche d’or. Le moteur, la transmission, la suspension et la plupart des pièces de tôlerie sont reprises du véhicule d'origine, mais certains composants du châssis, ainsi que les ailes arrière et le capot, doivent être refaits. La reconstruction totale prendra plus de dix ans. Depuis la fin des années 1990, la TAV 12 a été présentée à plus de douze reprises en public, notamment lors du Concours d'élégance de Pebble Beach de 2006.

## Conception et détails techniques

### Carrosserie
D’abord construite sous forme de cabriolet, la TAV 12 est ensuite rapidement transformée en berline.

#### Cabriolet
La première carrosserie de la TAV 12, à l'automne 1931, est un cabriolet à deux portes. Le véhicule repose sur un châssis en acier d’un empattement de 3 734 mm, copie de celui utilisé l’année précédente pour la TAV 30. Contrairement aux autres TAV, le dessin de la carrosserie n’est pas l’œuvre des frères Bucciali, mais celle d’Émile Guillet, propriétaire d'un atelier de carrosserie et partenaire occasionnel de Bucciali,.

#### Berline«Flèche d’or»
Dans les premiers mois de 1932, Bucciali reconstruit la voiture pour le compte de Georges Roures, sous la forme d’une longue berline à quatre portes surnommée la Flèche d’or . Cette carrosserie est de construction composite, avec un habillage de tôles d’acier clouées sur un cadre en bois.
La berline présente un empattement allongé à 4 089 mm, soit juste quelques millimètres de moins que celui de la Bugatti Royale . La voiture est extrêmement longue — 6 360 mm —, mais d’une hauteur limitée à 1 480 mm, ce qui en fait la voiture la plus basse de son époque. Les roues ont un diamètre de 24 pouces. La carrosserie est due au crayon de Paul-Albert Bucciali, mais a été réalisée dans les ateliers Saoutchik de Neuilly-sur-Seine. Le capot est également très bas, avec une ligne supérieure se situant sous le point le plus élevé des ailes, de manière à paraître plus bas que les roues en vue de côté. Comme les précédentes TAV de Bucciali, une cigogne stylisée figure sur les ouïes de ventilation latérales du capot, qui évoque l’Escadrille des Cigognes, unité aérienne au sein de laquelle Paul-Albert Bucciali a combattu durant la Première Guerre mondiale. Une autre caractéristique particulière est l’absence de marchepieds. Les grands phares sont positionnés devant la calandre, directement sur le pare-chocs avant. À l'arrière, deux roues de secours superposées sont fixées sur le coffre.

### Technique

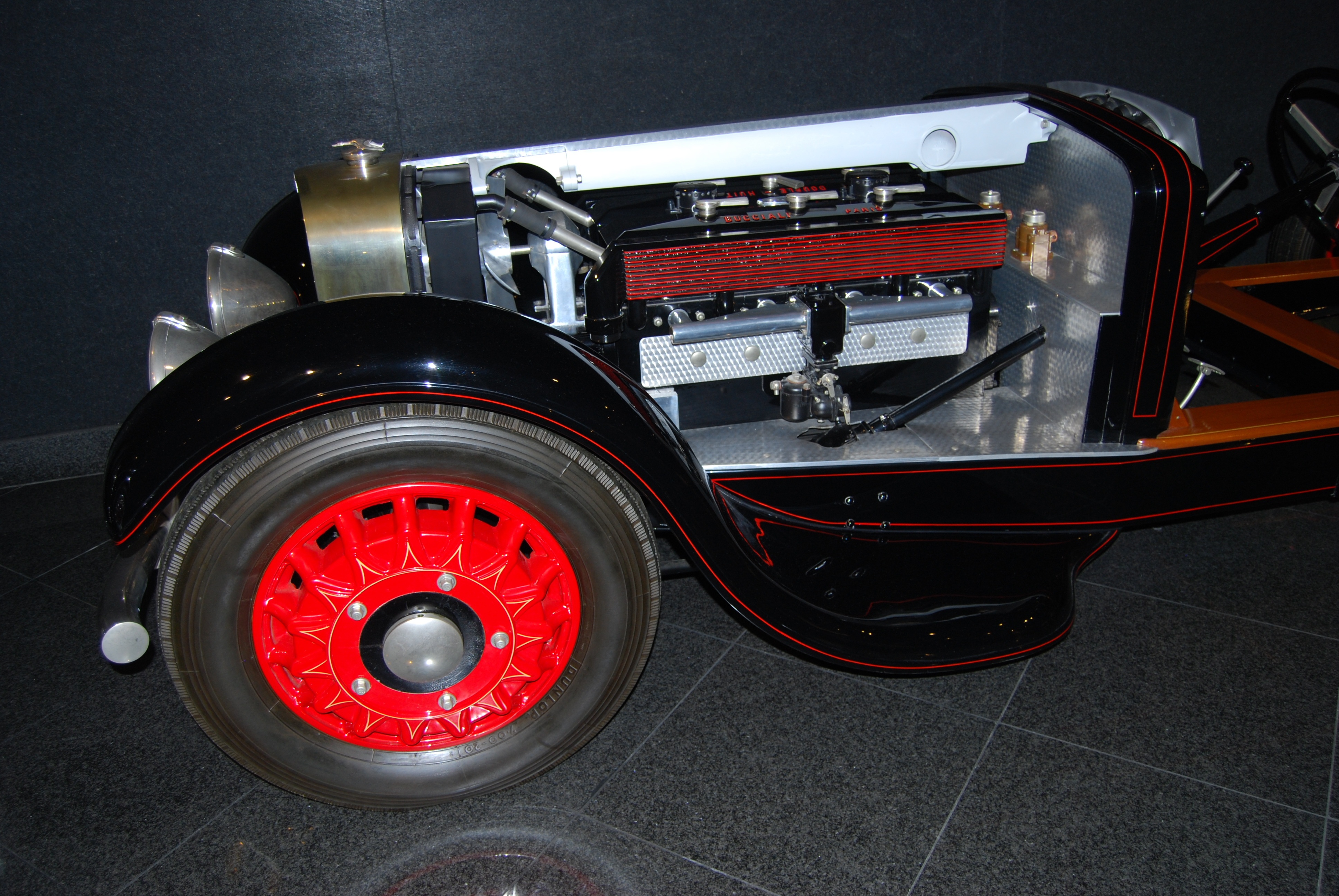
Sous le capot d’une Bucciali, la transmission se situe devant le moteur.

La Bucciali TAV 12 est équipée d’un châssis en acier, muni d’une transmission à  traction avant et d’une suspension indépendante à l’avant et à l’arrière. Celle-ci est conçue selon un système breveté par Paul-Albert Bucciali en 1928,. Dans ses deux versions, la voiture est propulsée par un moteur à 12 cylindres, que Bucciali s’est procuré auprès de Voisin. Ce moteur sans soupapes, de type H18, se retrouve sous le capot de la Voisin C18. D’une cylindrée de 4 886 cm3, il est alimenté par quatre carburateurs Zénith. Selon les sources, sa puissance est de 180 ch (132 kW) ou de 120 ch (88 kW). Ce moteur, initialement conçu pour un véhicule à propulsion, se trouve monté en sens inverse dans la Bucciali, avec le volant moteur et l’embrayage placés à l’avant. La boîte à quatre vitesses, de conception Bucciali, est également située devant le moteur, derrière le différentiel. Les freins à tambour avant sont internes ; fixés sur le différentiel, ils agissent directement sur les arbres des roues.

## La TAV 12 dans la presse et la littérature
Les particularités de la Bucciali TAV 12 étonnent beaucoup aujourd’hui. Ainsi, lors de sa première présentation à Paris après à sa restauration, la Flèche d’or est-elle décrite comme ayant été, à son époque, « la voiture la plus moderne et la plus évoluée de France ». Les auteurs automobiles la qualifient comme l’une des voitures les plus célèbres ou même « l’une des voitures les plus mystérieuses jamais produites ».